# Імператор Ен'ю
Імператор Ен'ю́ (яп. 円融天皇, えんゆうてんのう, ен'ю тенно; 12 квітня 959 — 1 березня 991) — 64-й Імператор Японії, синтоїстське божество. Роки правління: 5 листопада 969 — 24 вересня 984.
П'ятий син імператора Муракамі та дружини Ансі, доньки Фудзівара но Моросуке. У вісім років став наслідним принцом і через два роки зійшов на престол. Фактична влада належала сессьо (регенту) Фудзівара но Санейорі, який помер 970 року. Його змінив на посаді Фудзівара но Коретада. Було прийнято домовленність, що нащадки Ен'ю́ і Рейдзея повинні змінювати на імператорському один одного почергово.
972 року проведено гемпуку (церемонію повноліття) імператора. Того ж року після смерті Коретади на посаду кампаку під впливом матері-імператриці призначається Фудзівара но Канеміті, який перебрав управління в державі. 8 червня 976  року імператорський палац горів, при цьому Священне дзеркало почорніло до такої міри, що не відбивало світла.
977 року після смерті Фудзівара но Канеміті його посаду отримав Фудзівара но Йорітада. 31 грудня 980 року імператорський палац знову горів, а Священне дзеркало було наполовину зруйновано. 5 грудня 982 імператорський палац втретє горів, а Священне дзеркало перетворилося на шматок розплавленого металу, який було зібрано та подаровано імператору. Останній весь час більше придуляв уваги літературі та релігійним церемоніям. За його панування було відновлено імператорські процесії до святилищ Хатімана і Хірано.
У двадцять шість років зрікся престолу на користь свого молодшого брата — принца Моросади, що став відомий як імператор Кадзан, наступного року — постригся у буддійські ченці під ім'ям Конгохо.
Мав п'ятьох дружин та єдиного сина (мати — Фудзівара-но Мітінаґа).
Збереглася приватна збірка його віршів — «Ен'ю-но ін-но онсю».